# Otto Hahn
Otto Emil Hahn (8. března 1879, Frankfurt nad Mohanem – 28. července 1968, Göttingen) byl německý chemik, který v roce 1944 obdržel Nobelovu cenu za chemii. Je považován za průkopníka v oblasti radioaktivity a radiochemie a Glennem T. Seaborgem označen za otce jaderné chemie.

## Život

### Dětství
Otto Hahn se narodil jako nejmladší syn podnikatele Heinricha Hahna (1845–1922) a jeho ženy Charlotte (1845–1905). Otec, jenž prosperoval díky své poctivé práci a spořivosti, měl původně v plánu, aby jeho syn Otto studoval architekturu a vybudoval si řádné hmotné a finanční zajištění. Otto, který se zajímal o chemii a prováděl chemické pokusy v prádelně rodného domu, jej přemluvil, aby mu umožnil stát se průmyslovým chemikem.

### Vzdělání
V roce 1897 poté, co dokončil Klingerovu vyšší reálnou školu ve Frankfurtu, Hahn začal studovat chemii a mineralogii na univerzitě v Marburgu. Třetí a čtvrtý semestr strávil na univerzitě v Mnichově studiem organické chemie u Adolfa von Baeyera. V roce 1901 Hahn získal v Marburgu doktorát za disertaci nazvanou „Bromové deriváty Isoeugenolu“, téma z oblasti klasické organické chemie. Po dokončení roční vojenské služby se vrátil na univerzitu v Marburgu, kde dva roky pracoval jako asistent u profesora Theodora Zinckeho. 

### Raný výzkum
Hahnovým přáním bylo pracovat v průmyslu. S tímto plánem a úmyslem zlepšit svou angličtinu přijal v roce 1904 práci na University College v Londýně u sira Williama Ramsaye, Tady Hahn pracoval v oboru radiochemie, což v tu dobu byla stále relativně nová oblast jaderné chemie. V roce 1905 Hahn při práci na přípravě čistých radiových solí objevil substanci, kterou nazval radiothorium; toho času se věřilo, že to je nový radioaktivní prvek. Ve skutečnosti šlo o neobjevený izotop už známého prvku thoria 228. Termín izotop byl vytvořen až v roce 1913 britským chemikem Frederickem Soddym.
Na podzim téhož roku Hahn odjel do Kanady na McGillovu univerzitu v Montrealu. Ve Fyzikálním institutu pod vedením sira Ernesta Rutherforda se věnoval radiologii a objevil radioaktivní prvky thorium C, radium D a radioaktinium (podle dnešní terminologie šlo o izotopy).

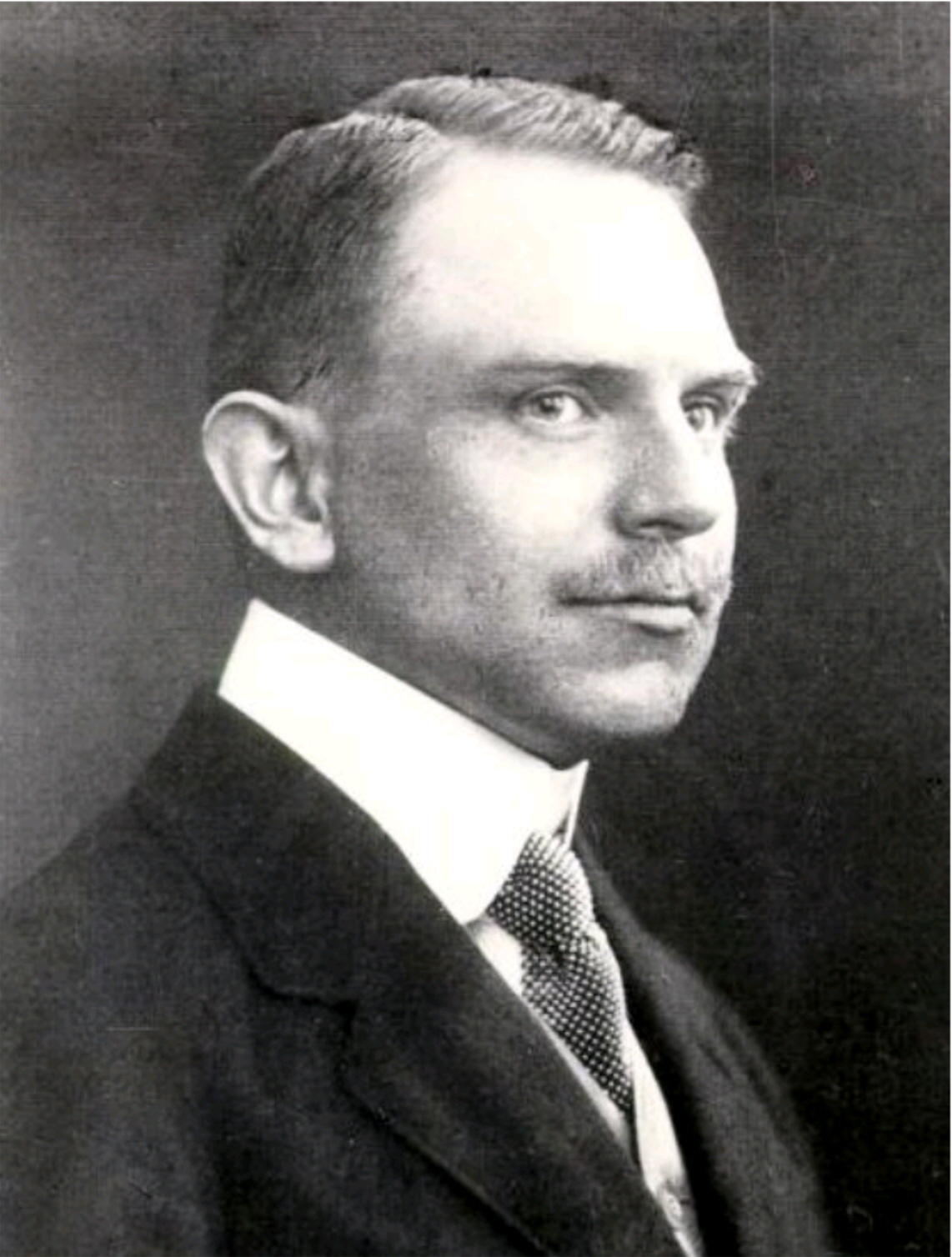
Otto Hahn v roce 1912

V létě 1906 se Hahn vrátil do Německa, kde spolupracoval s Emilem Fischerem na Berlínské univerzitě při výzkumu radioaktivity. Fischer mu dal k dispozici truhlářskou dílnu v Chemickém institutu, kde si udělal vlastní laboratoř. Zde během pár měsíců s extrémně provizorním vybavením Hahn objevil mesothorium I, mesothorium II a ionium. V následujících letech se mesothorium I (radium 228) považovalo za opravdu důležité, protože stejně jako radium 226 (objevené Pierrem a Marií Curiovými) bylo dokonale vhodné pro léčbu ozařováním, ale jeho výroba byla podstatně levnější. V roce 1914 byl Otto Hahn za objev mesothoria poprvé nominován na Nobelovu cenu za chemii Adolfem von Bayerem.
V roce 1907 se Hahn stal univerzitním pedagogem a koncem téhož roku se seznámil s mladou rakouskou fyzičkou Lisou Meitnerovou, která se přestěhovala z Vídně do Berlína. Tak začala třicetiletá spolupráce a blízké životní přátelství mezi těmito dvěma vědci. Jejich prvním významným úspěchem bylo použití radioaktivního zpětného odrazu, objeveného krátce předtím Hahnem, k získání nových produktů radioaktivní transformace.
V roce 1910 byl Hahn jmenován profesorem a v roce 1912 se stal vedoucím radiologického oddělení chemického institutu nedávno založené Společnosti císaře Viléma pro podporu věd v Berlíně-Dahlemu.

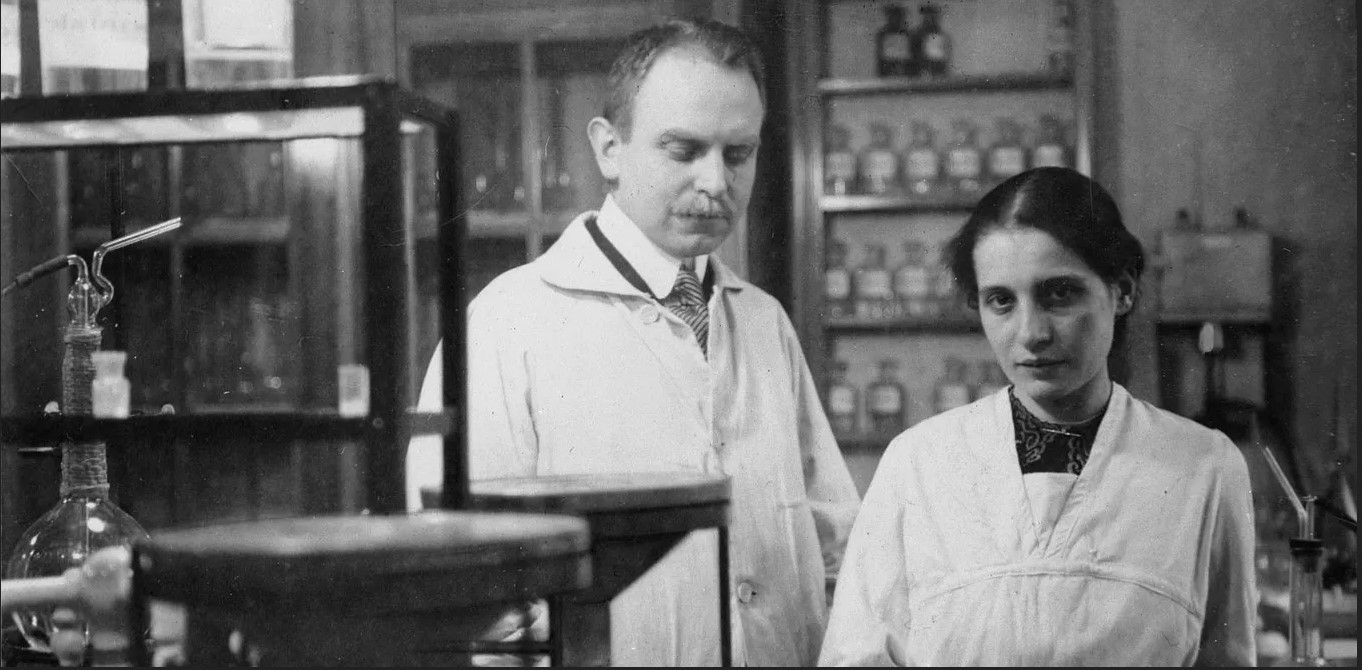
Otto Hahn a Lise Meitnerová, asi 1912

V průběhu 1. světové války byl Otto Hahn povolán do vojenské služby, kde byl přidělen do jednotky, která vyvíjela, testovala a produkovala jedovaté plyny pro válečné účely. V prosinci 1916 se vrátil do Berlína a pokračoval v radiochemických výzkumech pro institut. Společně s Meitnerovou v roce 1917 objevil protaktinium, dlouhodobou mateřskou látku ze série aktinia. Propracoval řadu radiochemických a radioindikátorových technik, zkoumal absorpci a srážení nejmenšího množství látek. Navrhl novou metodu určování geologického stáří hornin s využitím rozpadu izotopu rubidia na stroncium. Poukázal na geofyzikální význam radioaktivních procesů. Objevil uran Z, první případ jaderné izomerie radioaktivních druhů atomů a v únoru 1921 vydal první zprávu o tomto výzkumu. Walther Gerlach jej označil za

„Výzkum, který po dlouhou dobu nebyl pochopen, ale později se stal pro jadernou fyziku velmi důležitým“.

Teprve v roce 1936 mladý fyzik Carl Friedrich von Weizsäcker uspěl s poskytnutím teoretického vysvětlení fenoménu jaderného izomeru. Význam tohoto výzkumu byl záhy plně rozpoznán a Hahn byl opět navržen na Nobelovu cenu za chemii, tentokrát Maxem Planckem a dalšími vědci.
V roce 1924 byl Hahn oceněn řádným členstvím v Pruské akademii věd v Berlíně (navrhli ho Albert Einstein, Max Planck, Fritz Haber, Wilhelm Schlenk a Max von Laue). V roce 1933 byl jmenován hostujícím profesorem na Cornell University v Ithace v USA.  Přednášky publikoval v knize s názvem Aplikovaná radiochemie (Applied Radiochemistry), vydané v roce 1936 v USA a Anglii, později i v Rusku. Publikace měla významný dopad na prakticky všechny jaderné vědce ve 30. a 40. letech 20. století

### Objev jaderného štěpení a Nobelova cena

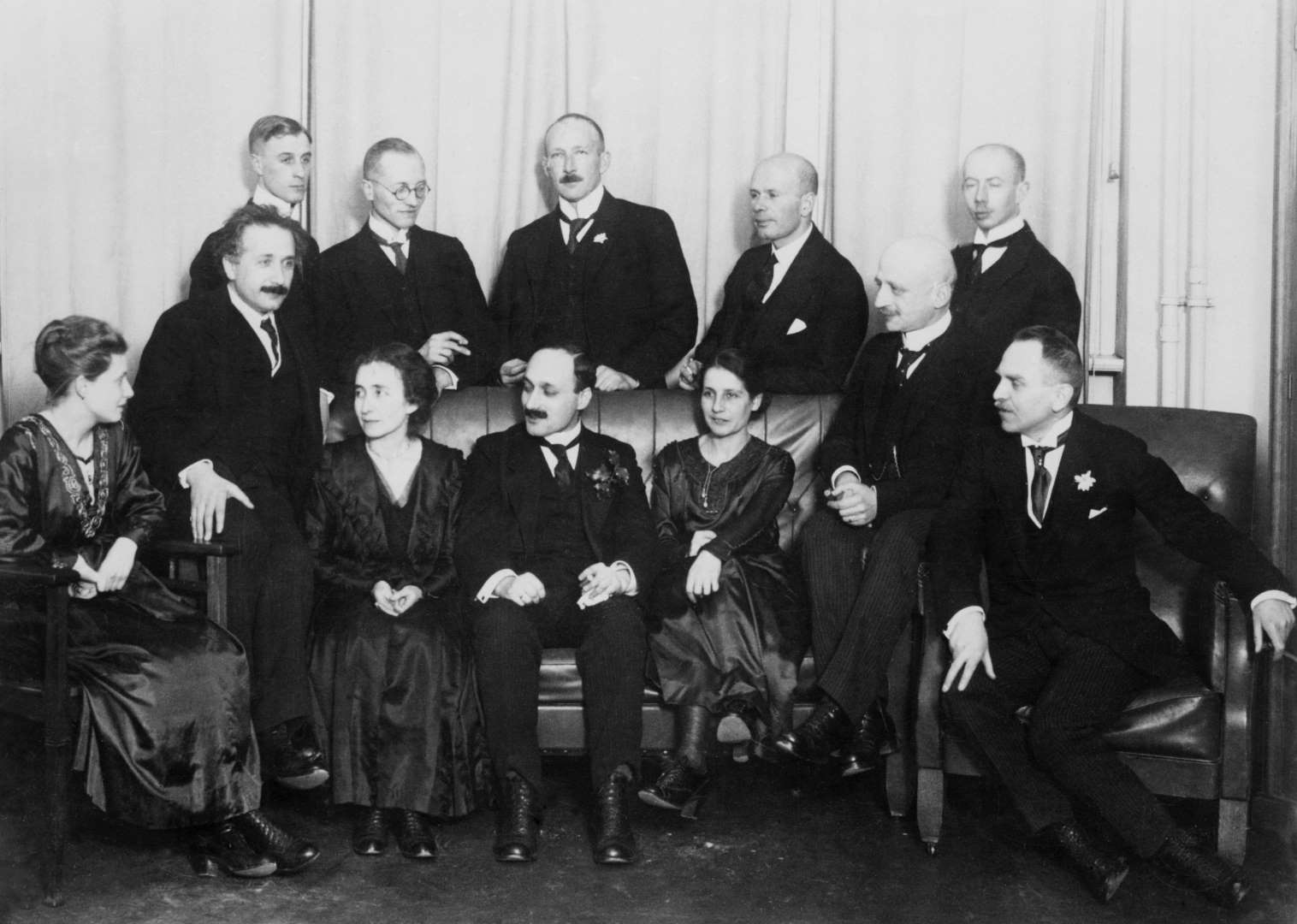
Setkání německých fyziků a chemiků v Berlíně, 1920. Hahn sedící první zprava

V letech 1928 až 1946 byl Hahn ředitelem Institutu císaře Viléma pro chemii. Společně s Lisou Meitnerovou a asistentem Fritzem Strassmannem (1902-1980) pokračoval ve výzkumech na procesech bombardování uranových prvků neutrony, které od začátku 30. let 20. století prováděli Enrico Fermi, manželé Joliot-Curieovi či německá chemička Ida Noddacková. Ta jako první vyslovila domněnku, že pokud jsou těžká jádra bombardována neutrony, mohou se tato jádra rozpadnout do pár větších kousků, které jsou určitě izotopy známého prvku, ale ne příbuzného radioaktivního prvku, zveřejněnou v časopise Angewandte Chemie, No. 47, 1934. Práce byla obecně ignorována, protože nenabídla žádný experimentální důkaz ani teoretický základ pro tuto teorii, která se vzpírala znalostem té doby.

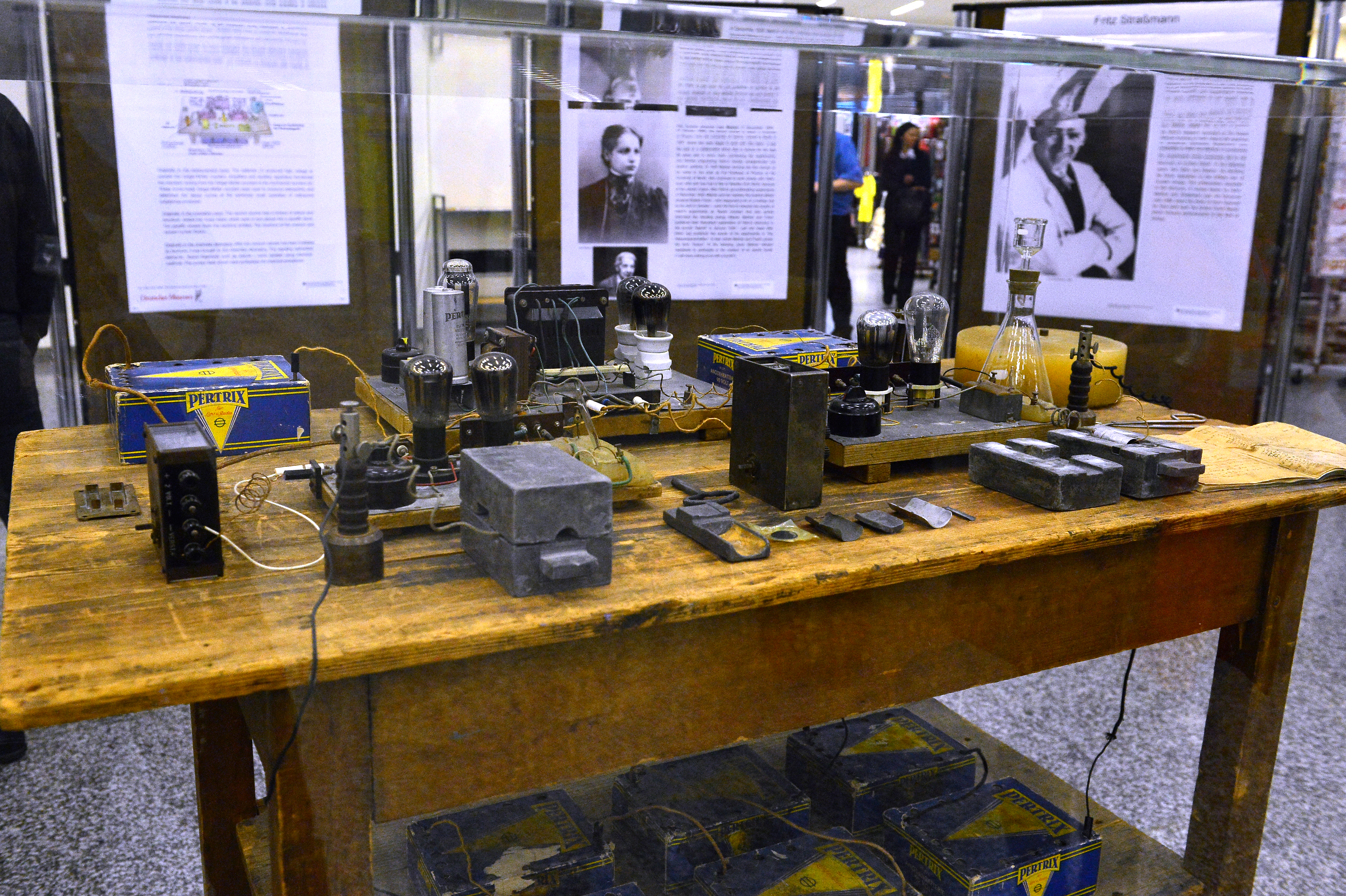
Replika pracovní aparatury, použité při objevu jaderného štěpení

Chemický důkaz štěpné jaderné reakce provedli 22. prosince 1938 Hahn ve spolupráci s Dr. Strassmannem, kdy objevili štěpení uranu 235 ve středně těžkých atomových jádrech, při kterém vznikají dva nové prvky, baryum a stroncium. Hahnovy a Strassmannovy radiochemické výzkumy byly poprvé zveřejněny 6. ledna 1939 v časopise Die Naturwissenschaften. V dalším článku ze dne 10. února 1939 poprvé použili termín "štěpení uranu" a předpověděli, že během štěpného procesu dochází k uvolnění většího počtu neutronů. Velký podíl na tomto objevu měla Lise Meitnerová, která však v červenci 1938 musela kvůli svému židovskému původu opustit Německo a našla útočiště ve Stockholmu. Lise Meitnerová a její synovec, fyzik Otto Robert Frisch, který také emigroval do Švédska, publikovali první fyzikálně-teoretické vysvětlení nukleárního štěpení v anglickém časopisu "Nature". Objasnili původ obrovského množství energie, které je průvodním jevem štěpení uranu. Tehdy Frisch použil termín jaderné štěpení, který se následně stal mezinárodně známým. 

"Objevení jaderného štěpení Ottem Hahnem a Fritzem Strassmannem otevírá novou sféru v lidské historii. Co mi na tomto objevu připadá tak pozoruhodné je to, že byl dosažen čistě chemickými prostředky."

napsala Lise Meitnerová v pozdějším hodnocení. A v interview s německou televizí (ARD) řekla:

"Hahn a Strassmann byli schopni těchto objevů díky své výjimečně dobré chemii. Fantasticky dobré chemii, která byla o kus před tím, čeho by byl kdokoli v té době schopen. Američané se to naučili až později. Svého času byli Otto Hahn a Strassmann jedinými, kdo tohoto byli schopni. A bylo to proto, že byli tak dobří chemici. Opravdu uspěli v používání chemie pro prokázání fyzikálních procesů."

Fritz Strassmann odpověděl tímto vysvětlením:

"Profesorka Meitnerová uvedla, že výzkum může být přisuzován chemii. Rád bych udělal malou úpravu. Chemie pouze izoluje jednotlivé substance, nemůže je přesně identifikovat. To ale dokáže metoda profesora Hahna."

Od té doby až do roku 1944 Hahn pokračoval se svým týmem ve výzkumu důkazů a oddělení mnoha prvků a druhů atomů, které vznikají štěpením. V roce 1945 napsal seznam 25 prvků a zhruba 100 izotopů, jejichž existenci demonstroval. V listopadu 1945 královská švédská akademie odměnila Hahna Nobelovou cenou za chemii za jeho objev jaderného štěpení těžkých atomových jader. V té době byl ještě internován v Anglii a cenu převzal na zvláštním ceremoniálu od švédského krále Gustava V. dne 10. prosince 1946.
Otázka podílu jednotlivých vědců na objevu jaderného štěpení byla dlouhá léta předmětem rozporuplných diskusí. Hahnovi bylo především vyčítáno zamlčování zásadního podílu Meitnerové. Hahn do konce života zastával postoj, že objev jaderného štěpení byl čistě jen otázkou chemie. 

### Otto Hahn a nacistický režim
Otto Hahn byl odpůrcem nacistické diktatury, odolával pozvání k členství v NSDAP,  dokázal pomoci mnoha ohroženým nebo pronásledovaným členům ústavu a soukromým osobám a ochránit je před nasazením v první linii nebo dokonce deportací do koncentračního tábora. V roce 1934 Hahn odešel z Berlínské univerzity na protest proti odmítání židovských kolegů.
Po válce byl dlouho považován za antinacistického vědce, který nespolupracoval s hitlerovským režimem a nepodílel se na vývoji atomových zbraní. Archivní materiály zpřístupněné v 90. letech 20. století poskytují argumenty k přehodnocení jeho postojů a aktivit během války.

### Poválečná léta

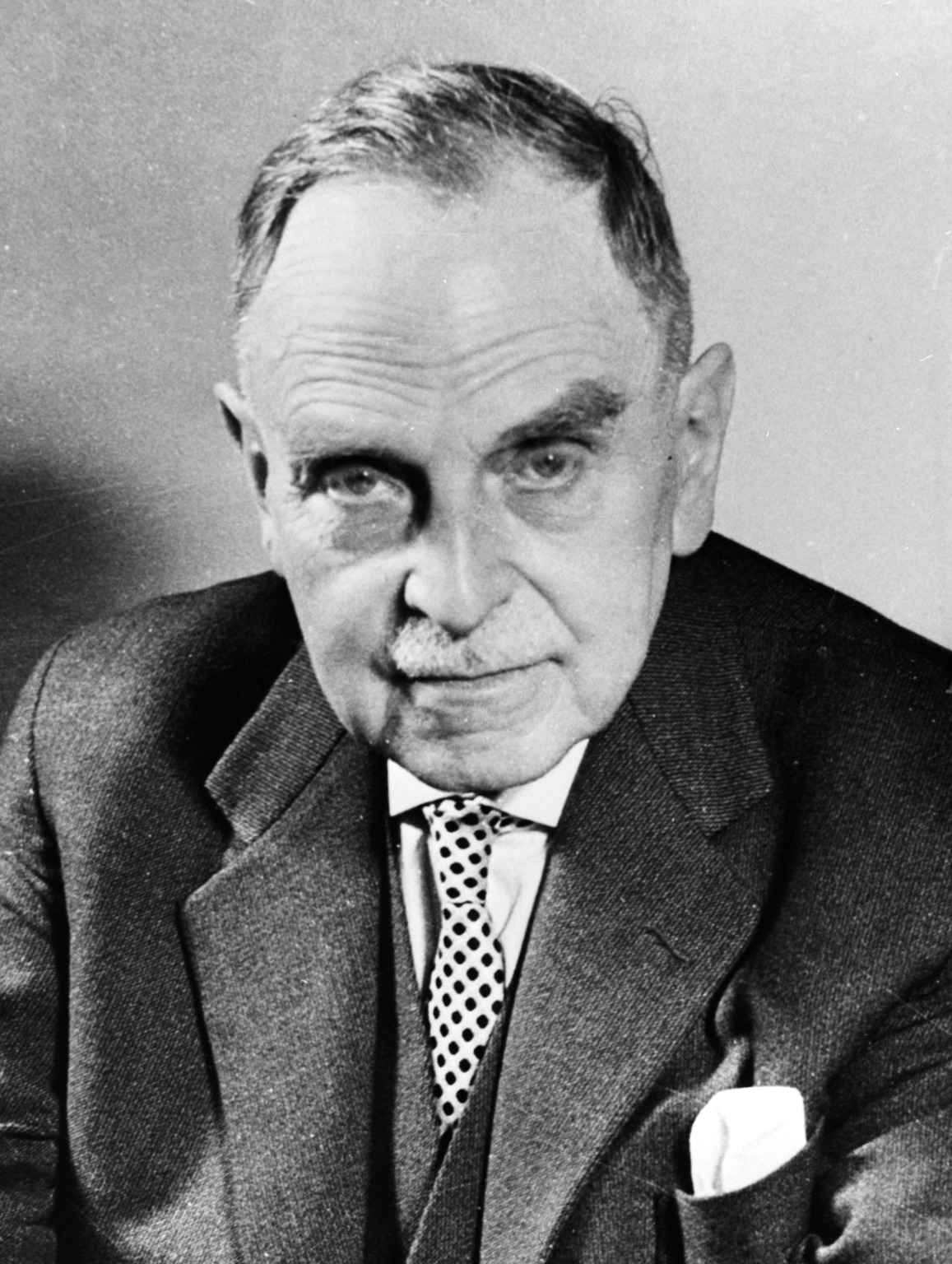
Otto Hahn v pozdních letech

V noci z 15. na 16. února 1944 vyhořel následkem bombardování Ústav císaře Viléma pro chemii. Byl evakuován do Tailfingenu v jižním Německu, kde se v dubnu 1945 dostal do rukou spojenců. Hahn byl spolu s dalšími německými vědci, kteří byli zapojeni do nukleárního výzkumu, internován na usedlosti Farm Hall poblíž Cambridge v Anglii, kde se dozvěděl o svržení atomových bomb v Japonsku. Jako objevitel jaderného štěpení se cítil spoluzodpovědný za smrt a utrpení statisíců japonských civilistů, pronásledovaly ho myšlenky na sebevraždu. Otto Hahn se stal trvalým odpůrcem využívání nukleární energie pro vojenské účely. Byl iniciátorem mainauského shromáždění dne 15. července 1955, v němž 52 nositelů Nobelovy ceny upozornilo na nebezpečí atomové bomby a naléhavě varovalo státy světa před použitím jaderných zbraní jakéhokoli druhu. Byl také jedním z autorů Göttingenské Deklarace z 1957, ve které společně se 17 předními západoněmeckými jadernými vědci protestoval proti jadernému zbrojení nových německých armádních sil. V mírových aktivitách pokračoval až do konce života. Několikrát byl navržen na Nobelovu cenu míru
Na začátku ledna 1946 bylo dovoleno skupině vrátit se do Německa, Hahn pobýval v britské zóně v Göttingenu. V letech 1946 až 1960 byl Otto Hahn prezidentem nově zformované Společnosti Maxe Plancka, která pod jeho vedením získala uznání a věhlas jako pokračovatelka dříve respektované Společnosti císaře Viléma.

### Soukromý život

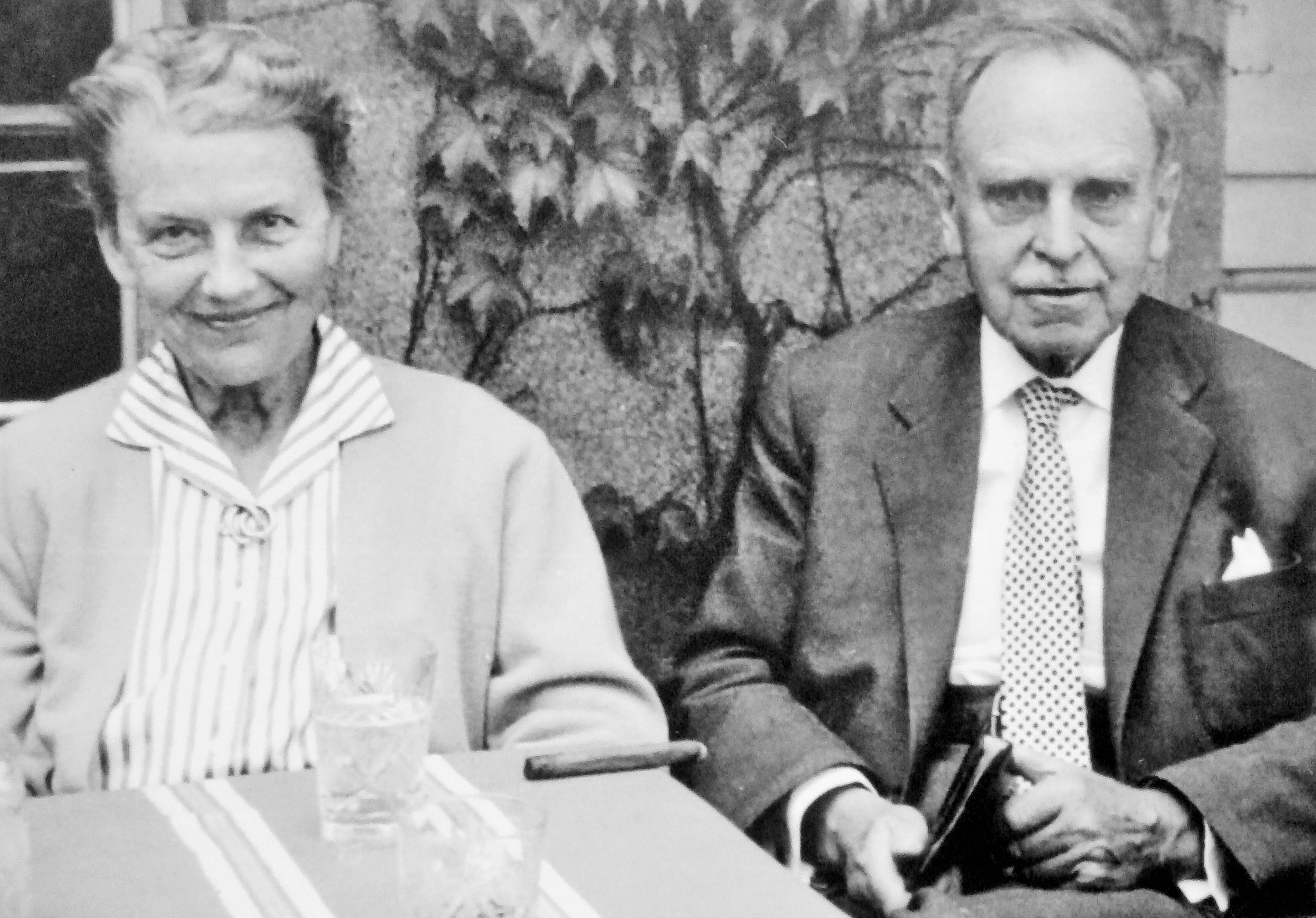
Edith a Otto Hahnovi, 1959

V roce 1911 Otto Hahn potkal mladou studentku umění Edith Junghansovou (1887–1968) a v březnu roku 1913 se vzali. V roce 1922 se jim narodil syn Hanno, který se stal vynikajícím historikem umění a architektury. V roce 1960 doktor Hanno Hahn zemřel, i se svou ženou a asistentkou Ilse, při autonehodě na studijním výletě ve Francii. Zanechali čtrnáctiletého syna Dietricha. Otto Hahn se po této tragédii vzdal funkce prezidenta Společnosti Maxe Plancka.
V roce 1990 byla ustanovena na památku Hanna a Ilse Hahnových a na podporu mladých umělců a historiků mezinárodně věhlasná „cena Hanna a Ilse za výjimečné zásluhy v italském umění a historii“.
Celoživotní zálibou Otty Hahna bylo horolezectví. Byl velkým milovníkem hudby, rád navštěvoval koncerty a operní představení.
Otto Hahn zemřel na akutní selhání srdce 28. července 1968 na klinice v Göttingenu, kde si léčil zranění krční páteře, které utrpěl při pádu. Je pohřben na městském hřbitově v Göttingenu v blízkosti dalších nositelů Nobelovy ceny.
Společnost Maxe Plancka zveřejnila následující nekrolog v hlavních novinách:

"28. července, ve svých 90 letech, náš drahý prezident Otto Hahn odešel. Na jeho jméno bude v historii lidstva pamatováno jako na vynálezce atomového věku. Jeho Německo a svět ztratily vědce, který byl skvěle vyrovnaný a oceňovaný za svou integritu a lidskost. Společnost Maxe Plancka oplakává svého zakladatele, který pokračoval v odkazu a tradicích Společnosti císaře Viléma po válce, a oplakává také dobrou a milující bytost, která bude žít ve vzpomínkách každého, kdo měl možnost se s ním setkat. Jeho práce pokračuje. Vzpomínáme na něj v hluboké vděčnosti a obdivu."

## Poděkování a ocenění

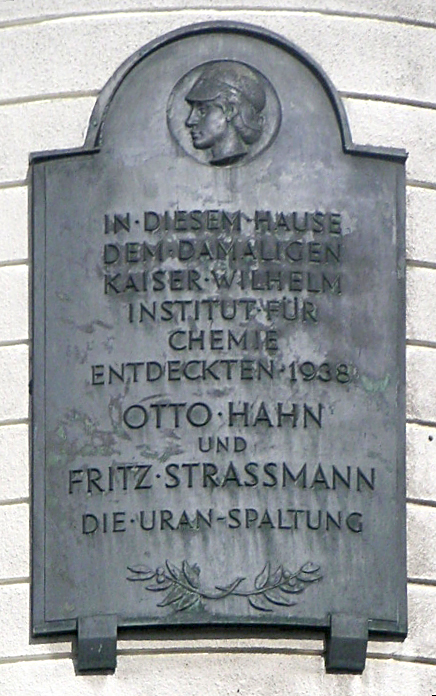
Pamětní deska Otty Hahna a Fritze Straßmanna, Thielallee 63, Berlín

Hahn obdržel množství vládních vyznamenání a akademických ocenění od lidí z celého světa. Byl zvolen členem čestného představenstva v 45 akademických a vědeckých společnostech včetně Royal Society v Londýně, Akademií v Allahabadu (Indie), Bangalore (Indie), Bostonu (USA), Bukurešti, Kodani, Helsinkách, Lisabonu, Madridu, Římě, Stockholmu, Vídni, a obdržel 37 nejvyšších národních a mezinárodních řádů a medailí (včetně the Golden Paracelsus Medal ze Swiss Chemical Society a the Faraday Medal z the British Chemical Society). V roce 1959 prezident Francie Charles de Gaulle z něj udělal člena představenstva Čestné legie a byl pasován na rytíře Mírové Třídy "Order Pour le Mérite", obdržel "dokonalé udržování pořádku", a "velký kříž federace republiky německé".
V roce 1961 ho papež Jan XXIII. vyznamenal zlatou medailí papežské Akademie. V roce 1957 byl zvolen čestným občanem města Magdeburg v Německé demokratické republice a v roce 1958 jmenován čestným členem Sovětské akademie v Moskvě, tato dvě ocenění však odmítl. V roce 1966 americký prezident Lyndon B. Johnson a americká atomová energetická komise ve Washingtonu D.C. navrhli Ottu Hahna na „Enrico Fermi Prize“ (spolu s Lise Meitnerovou a Fritzem Strassmannem). To bylo jedinkrát, kdy touto cenou vyznamenali zahraniční vědce. Otto Hahn byl vyznamenán čestným občanstvím měst Frankfurtu nad Mohanem a Göttingenu a země a města Berlína.

## Dědictví

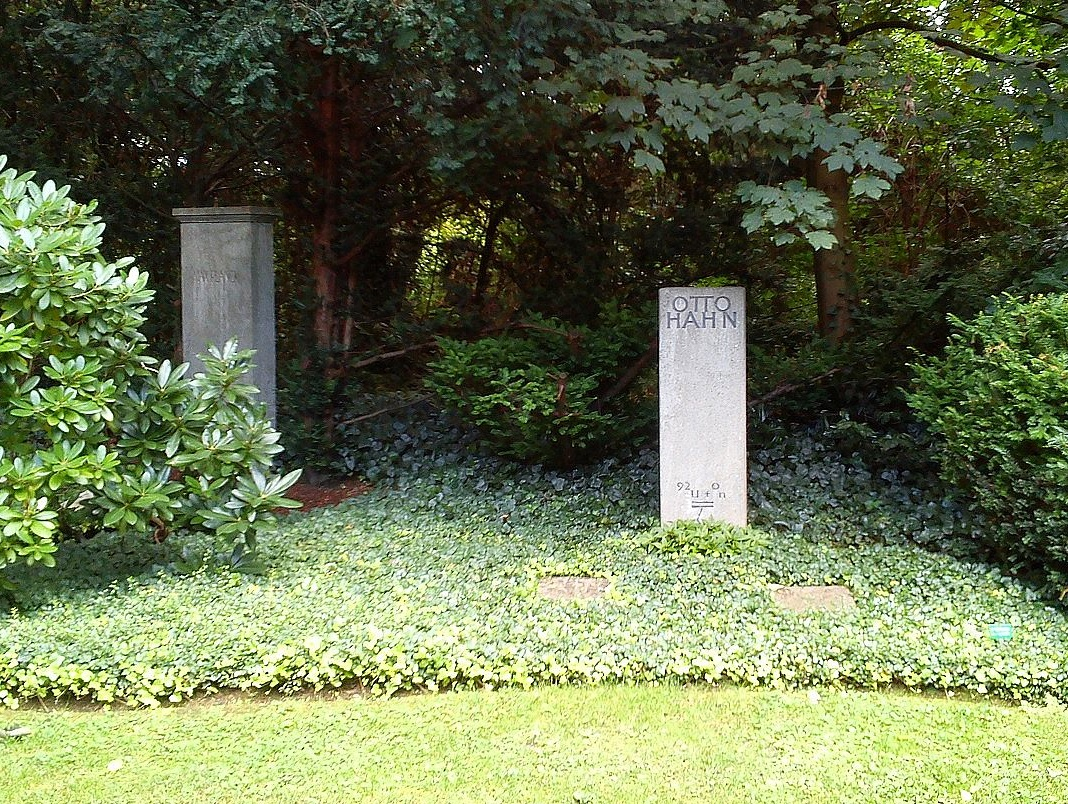
Hrob Hahna a Plancka na městském hřbitově v Göttingenu

Během doby přicházely různé návrhy uctít Hahnovo jméno, první v roce 1971 americkými chemiky, kteří nově syntetizovali prvek č. 105 a ten měl být pojmenován Hahnium za Hahnovy zásluhy, nakonec však byl pojmenován dubnium po ruském výzkumném centru. Záměr je nicméně přejmenovat v budoucnu prvek č. 108, hassium, na hahnium. V roce 1964 byla pojmenována na jeho počest nákladní loď NS Otto Hahn. V roce 1959 zahájil činnost "Institut Otty Hahna" v Mainzu a "Hahn-Meitner Institut pro nukleární výzkum (HMI)" v Berlíně. Na jeho počest po něm byly pojmenovány krátery na Marsu a Měsíci a planetka č. 19126. Jeho jméno nesou ceny "Otto Hahna" obou chemických i fyzikálních společností, "Medaile Otty Hahna" od Společnosti Maxe Plancka, a "Mírová medaile Otty Hahna" od Deutsche Gesellschaft für die Vereinten Nationen (DGVN) v Berlíně. Řada středních škol v německy mluvících zemích nese jeho jméno, stejně jako mnoho ulic, náměstí či mostů po celé Evropě.
Řada států vydává mince, medaile a známky (včetně Spolkové republiky Německo, Německé demokratické republiky, Rakouska, Rumunska, Angoly, Kuby, Commonwealth of Dominica, Madagaskaru, St. Vincent & the Grenadines, Čadu, Guiney a Bissau). Ostrov na Antarktidě (poblíž Mt. Discovery) nese jeho jméno, podobně jako dva meziměstské vlaky Deutsche Bundesbahn v roce 1971 mezi Hamburkem a Baselem SBB a "knihovna Otty Hahna" v Göttingenu. V roce 1974 v ocenění speciálních přínosů Otty Hahna pro německo-izraelské zpravodajství, dostala Hahnovo jméno pobočka Weizmannova Institutu vědy v Rehovotu v Izraeli ("Otto Hahn Wing"). V několika městech a oblastech byly odhaleny busty, pomníky a plakety, včetně Berlína (východního i západního), Bostonu (USA), Frankfurtu nad Mohanem, Göttingenu, Gundersheimu, Mainzu, Marburgu, Mnichova (v hale slávy v Deutsches Museum), Rehovotu (Izrael), San Vigilio (Lago di Garda) a Vídně (ve foyer sídla Mezinárodní agentury pro atomovou energii). Zvláštní vyznamenání mu bylo uděleno v roce 1997 v Holandsku.

## Vydané publikace – výběr
- Otto Hahn: Applied Radiochemistry. Cornell University Press, Ithaca, New York 1936. Humphrey Milford, London 1936. Oxford University Press, Oxford 1936.
- Otto Hahn: New Atoms - Progress and some memories. Edited by W. Gaade. Elsevier Inc., New York-Amsterdam-London-Brussels 1950.
- Otto Hahn: A Scientific Autobiography. Introduction by Glenn T. Seaborg. Translated and edited by Willy Ley. Charles Scribner's Sons, New York 1966. British edition: McGibbon and Kee, London 1967.
- Otto Hahn: My Life. Preface by Sir James Chadwick. Translated by Ernst Kaiser and Eithne Wilkins. Macdonald & Co., London 1970. American edition: Herder and Herder, New York 1970.